# Prelatura territorial de Tefé
La prelatura territorial de Tefé (en latín: Praelatura Territorialis Tefensis y en portugués: Prelazia de Tefé) es una circunscripción eclesiástica de la Iglesia católica en Brasil. Se trata de una prelatura territorial latina, sufragánea de la arquidiócesis de Manaos. Desde el 9 de marzo de 2022 su prelado es José Altevir da Silva de la Congregación del Espíritu Santo.

## Territorio y organización
La prelatura territorial tiene 264 677 km² y extiende su jurisdicción sobre los fieles católicos de rito latino residentes en parte del estado de Amazonas en los 10 municipios de: Alvarães, Carauari, Fonte Boa, Itamarati, Japurá, Juruá, Jutaí, Maraã, Tefé y Uarini.
La sede de la prelatura territorial se encuentra en la ciudad de Tefé, en donde se halla la Catedral de Santa Teresa de Ávila.
En 2019 en la prelatura territorial existían 31 parroquias.

## Historia
La prefectura apostólica de Tefé fue erigida el 23 de mayo de 1910, tomando el territorio de la diócesis de Amazonas (hoy arquidiócesis de Manaos).
El 11 de agosto de 1950 la prefectura apostólica fue elevada a prelatura territorial con la bula Quum Deo adiuvante del papa Pío XII.

## Estadísticas
Según el Anuario Pontificio 2020 la prelatura territorial tenía a fines de 2019 un total de 197 550 fieles bautizados.
| Año                                                                             | Población            | Población | Población      | Sacerdotes | Sacerdotes    | Sacerdotes    | Bautizados por sacerdote | Diáconos permanentes | Religiosos | Religiosos | Parroquias |
| Año                                                                             | Bautizados católicos | Total     | % de católicos | Total      | Clero secular | Clero regular | Bautizados por sacerdote | Diáconos permanentes | Varones    | Mujeres    | Parroquias |
| ------------------------------------------------------------------------------- | -------------------- | --------- | -------------- | ---------- | ------------- | ------------- | ------------------------ | -------------------- | ---------- | ---------- | ---------- |
| 1950                                                                            | 46 897               | 49 953    | 93.9           | 23         |               | 23            | 2039                     |                      | 23         | 10         | 6          |
| 1965                                                                            | 74 811               | 77 111    | 97.0           | 12         |               | 12            | 6234                     |                      | 20         | 10         | 7          |
| 1970                                                                            | 81 650               | 83 650    | 97.6           | 14         |               | 14            | 5832                     |                      | 22         | 10         | 8          |
| 1976                                                                            | 83 000               | 85 000    | 97.6           | 12         |               | 12            | 6916                     |                      | 16         | 17         | 9          |
| 1980                                                                            | 77 400               | 80 500    | 96.1           | 13         |               | 13            | 5953                     |                      | 18         | 24         | 9          |
| 1990                                                                            | 99 600               | 120 000   | 83.0           | 16         |               | 16            | 6225                     |                      | 18         | 18         | 10         |
| 1999                                                                            | 122 000              | 187 800   | 65.0           | 10         |               | 10            | 12 200                   |                      | 11         | 19         | 10         |
| 2000                                                                            | 122 000              | 187 000   | 65.2           | 11         |               | 11            | 11 090                   |                      | 13         | 19         | 10         |
| 2001                                                                            | 120 927              | 181 927   | 66.5           | 11         | 2             | 9             | 10 993                   |                      | 11         | 19         | 10         |
| 2002                                                                            | 120 927              | 181 927   | 66.5           | 12         | 2             | 10            | 10 077                   |                      | 11         | 19         | 10         |
| 2003                                                                            | 161 640              | 215 521   | 75.0           | 13         | 2             | 11            | 12 433                   |                      | 13         | 21         | 10         |
| 2004                                                                            | 161 640              | 215 521   | 75.0           | 14         | 4             | 10            | 11 545                   |                      | 12         | 21         | 11         |
| 2013                                                                            | 188 000              | 243 000   | 77.4           | 24         | 9             | 15            | 7833                     | 6                    | 19         | 26         | 15         |
| 2016                                                                            | 192 600              | 249 000   | 77.3           | 27         | 12            | 15            | 7133                     | 8                    | 16         | 24         | 15         |
| 2019                                                                            | 197 550              | 255 000   | 77.5           | 21         | 7             | 14            | 9407                     | 8                    | 15         | 15         | 31         |
| Fuente: Catholic-Hierarchy, que a su vez toma los datos del Anuario Pontificio. |                      |           |                |            |               |               |                          |                      |            |            |            |

## Episcopologio
- Miguel Alfredo Barat, C.S.Sp. † (16 de agosto de 1910-1945 renunció)[nota 1]
- Joaquim de Lange, C.S.Sp. † (19 de julio de 1946-15 de diciembre de 1982 retirado)
- Mário Clemente Neto, C.S.Sp. (15 de diciembre de 1982 por sucesión-19 de octubre de 2000 renunció)
- Sérgio Eduardo Castriani, C.S.Sp. † (19 de octubre de 2000 por sucesión-12 de diciembre de 2012 nombrado arzobispo de Manaos)
- Fernando Barbosa dos Santos, C.M. (14 de mayo de 2014-9 de junio de 2021 nombrado obispo de Palmares)
- José Altevir da Silva, C.S.Sp., desde el 9 de marzo de 2022